# Dragomir Bečanović
Dragomir Bečanović (srbsky Драгомир Бечановић), (* 10. únor 1965 Nikšić, Jugoslávie) je bývalý reprezentant Jugoslávie v judu. Je černohorského původu.

## Výsledky
| Olympijské hry     | dns | –   | –   | –   | úč. | –  | –   | –   |
| Mistrovství světa  | –   | dns | –   | dns | –   | 1. | –   | dns |
| Mistrovství Evropy | dns | dns | dns | 2.  | ?   | 7. | dns | úč. |
| ME juniorů         | úč. | 5.  | –   | –   | –   | –  | –   | –   |

## Podrobnější výsledky

### Olympijské hry
| Rok      | Kategorie      |  | 1/64                         | 1/32                        | 1/16 | čtvrtfinále | semifinále | opravy                        | opravy | o bronz |
| -------- | -------------- |  | ---------------------------- | --------------------------- | ---- | ----------- | ---------- | ----------------------------- | ------ | ------- |
| LOH 1988 | pololehká váha |  | výhra – (yus) Mezian Dahmany | prohra – 0:37/? I Kjong-kun | –    | –           | –          | prohra – waz/? Claudio Yafuso | –      | –       |

### Mistrovství světa
| Rok     | Kategorie      |  | 1/64                         | 1/32                         | 1/16                         | čtvrtfinále                  | semifinále                   | finále                       |
| ------- | -------------- |  | ---------------------------- | ---------------------------- | ---------------------------- | ---------------------------- | ---------------------------- | ---------------------------- |
| MS 1987 | –              |  | nestartoval – Nenad Nasković | nestartoval – Nenad Nasković | nestartoval – Nenad Nasković | nestartoval – Nenad Nasković | nestartoval – Nenad Nasković | nestartoval – Nenad Nasković |
| MS 1989 | pololehká váha |  | volný los                    | výhra Jorge Steffano         | výhra Francisco Lorenzo      | výhra Stefan Buben           | výhra Sergej Kosmynin        | výhra Udo Quellmalz          |
| MS 1991 | –              |  | nestartoval – Miroslav Jočić | nestartoval – Miroslav Jočić | nestartoval – Miroslav Jočić | nestartoval – Miroslav Jočić | nestartoval – Miroslav Jočić | nestartoval – Miroslav Jočić |

### Mistrovství Evropy
| Rok     | Kategorie      |  | 1/32                                                                        | 1/16                                                                        | čtvrtfinále                                                                 | semifinále                                                                  | opravy                                                                      | opravy                                                                      | o bronz   | finále                    |
| ------- | -------------- |  | --------------------------------------------------------------------------- | --------------------------------------------------------------------------- | --------------------------------------------------------------------------- | --------------------------------------------------------------------------- | --------------------------------------------------------------------------- | --------------------------------------------------------------------------- | --------- | ------------------------- |
| ME 1987 | pololehká váha |  | kompletní výsledky nejsou k dohledání                                       | kompletní výsledky nejsou k dohledání                                       | kompletní výsledky nejsou k dohledání                                       | výhra Janusz Pawlowski                                                      | –                                                                           | –                                                                           | –         | prohra Jean-Pierre Hansen |
| ME 1988 | pololehká váha |  | kompletní výsledky nejsou k dohledání – s velkou pravděpodobností startoval | kompletní výsledky nejsou k dohledání – s velkou pravděpodobností startoval | kompletní výsledky nejsou k dohledání – s velkou pravděpodobností startoval | kompletní výsledky nejsou k dohledání – s velkou pravděpodobností startoval | kompletní výsledky nejsou k dohledání – s velkou pravděpodobností startoval | kompletní výsledky nejsou k dohledání – s velkou pravděpodobností startoval | –         | –                         |
| ME 1989 | pololehká váha |  | výhra Philip Laats                                                          | prohra Allan Fevre                                                          | –                                                                           | –                                                                           | výhra Jacco Quist                                                           | prohra Pavel Petřikov                                                       | –         | –                         |
| ME 1990 | –              |  | nezápasil                                                                   | nezápasil                                                                   | nezápasil                                                                   | nezápasil                                                                   | nezápasil                                                                   | nezápasil                                                                   | nezápasil | nezápasil                 |
| ME 1991 | lehká váha     |  | prohra Norbert Haimberger                                                   | –                                                                           | –                                                                           | –                                                                           | –                                                                           | –                                                                           | –         | –                         |

## Sportovní kariéra

### Úspěchy
- mistr světa před domácím publikem
- stříbrná medaile z mistrovství Evropy
- několik státních vyznamenání, nejlepší sportovec Černé Hory

### Zajímavosti
Dokázal se perfektně připravit na domácí mistrovství světa konané v Bělehradě. Získal zlatou medaili a v roce 1990 měl jiné povinnosti než věnovat se judu vrcholově. Pokus o návrat v roce 1991 se nevydařil. Hlavním důvodem byla především vyhrocená politická situace jeho země. Na sport se peněz nedostávalo a Jugoslávské judo upadla do skoro 20leté výsledkové deprese – Jugoslávie se řadí mezi země s dlouhou tradicí juda.
Po skončení vrcholové kariéry u sportu zůstal. Je jedním předních sportovních funkcionářů Černé Hory.